# Blunt Force Trauma
Blunt Force Trauma ist das zweite Studioalbum von Cavalera Conspiracy. Es erschien am 29. März 2011 bei Roadrunner Records.

## Geschichte
Während des Entstehungsprozesses des Albums, das hauptsächlich erneut Max Cavalera schrieb, nahm dieser die meisten Stücke in Vier-Spur-Versionen auf CD auf und schickte sie seinem Bruder Igor Cavalera, damit er sich mit ihnen vertraut machen konnte. Weitere Stücke brachte Max Cavalera direkt ins Studio mit, wo sie ausgearbeitet wurden. Max Cavaleras Intention bestand darin, ein Album mit kurzen Stücken zu machen, das daher eine Mischung aus Minor Threat, Slayer und Cavalera Conspiracy darstellt. Max Cavalera zeigte sich sehr zufrieden mit den Aufnahmen.

## Kritik und Erfolg
Eduardo Rivadavia von Allmusic schrieb, die Songwriting-Gene der Cavalera-Brüder hätten sich als überraschend „verfallsresistent“ erwiesen. Das Album sei ein „erfrischend brutaler“ Auslass für das „Extreme-Metal-Talent“ der Brüder. Er vergab 3,5 von 5 Sternen. Das Album erreichte in Deutschland Platz 45 der Charts, in Österreich Platz 46. In den USA erreichte es Platz 123.

## Titelliste
1. Warlord – 3:05
2. Torture – 1:51
3. Lynch Mob – 2:31 (feat. Roger Miret von Agnostic Front)
4. Killing Inside – 3:28
5. Thrasher – 2:49
6. I Speak Hate – 3:10
7. Target – 2:36
8. Genghis Khan – 4:23
9. Burn Waco – 2:52
10. Rasputin – 3:22
11. Blunt Force Trauma – 3:58
12. Psychosomatic – 3:09 (Bonus-Track der Limited Edition)
13. Jihad Joe – 3:31 (Bonus-Track der Limited Edition)
14. Electric Funeral (Cover von Black Sabbath) – 5:41 (Bonus-Track der Limited Edition)
15. Six Pack (Cover von Black Flag) – (Bonus-Track der LP-Ausgabe)